# Milovice (okres Břeclav)
Obec Milovice (německy Milowitz) se nachází v okrese Břeclav v Jihomoravském kraji, při jižním břehu vodní nádrže Nové Mlýny III zhruba 7 km severovýchodně od Mikulova. Žije zde 492 obyvatel. Jedná se o vinařskou obec v Mikulovské vinařské podoblasti (viniční tratě Nad rybníkem, Špičák, U cihelny, Pod strážným vrchem, Strážný vrch, Milovické terasy, Nad sklepy).

## Historie

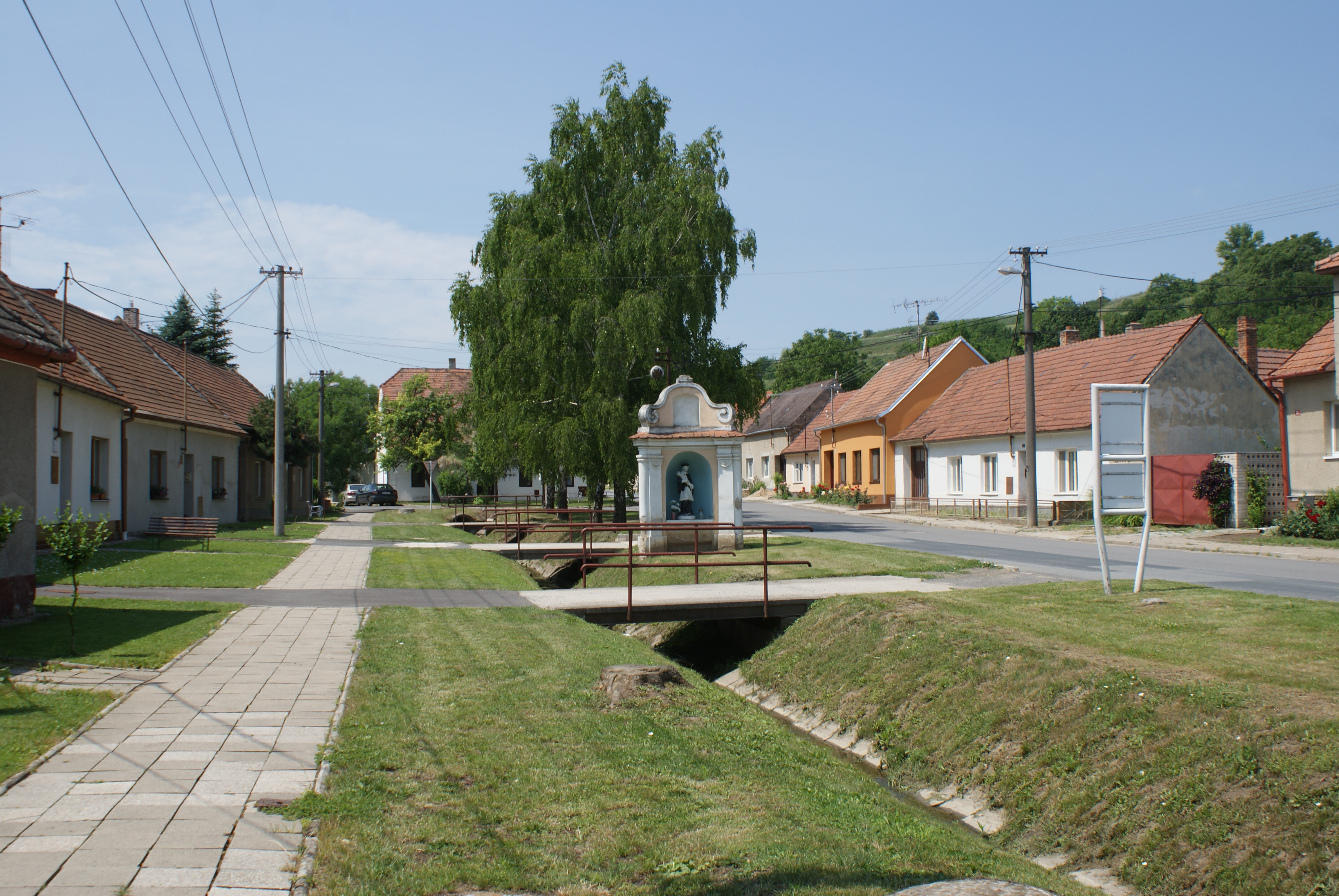
Náves s kapličkou

Původně ves stávala 1,5 km jihovýchodním směrem od nynějšího umístění, roku 1252 však byla zcela zničena při nájezdu Kumánů. Kolem roku 1259 pak byla vybudována znovu, tentokrát již na stávajícím místě. Nové osazenstvo tvořili převážně Němci. Během třicetileté války zcela zanikly tři čtvrtiny z původních 44 selských usedlostí. Zpustošen byl tehdy i místní kostel, který byl postaven na místě původní kaple. Roku 1672 byl kostel znovu vysvěcen. Velký vliv na charakter Milovic měla také druhé světová válka. Po jejím skončení došlo k odsunu německého obyvatelstva a následnému osidlování obce lidmi z vnitrozemí. Ves původně patřila k mikulovskému, následně pak až do roku 1848 k lednickému panství.

## Obyvatelstvo
V obci k počátku roku 2016 žilo celkem 414  obyvatel. Z nich bylo 199  mužů a 215 žen. Průměrný věk obyvatel obce dosahoval 43% let. Dle Sčítání lidu, domů a bytů provedeném v roce 2011, kdy v obci žilo 422  lidí. Nejvíce z nich bylo (18%) obyvatel ve věku od 30 do 39  let. Děti do 14 let věku tvořily 16,4% obyvatel a senioři nad 70 let úhrnem 6,2%. Z celkem 353  občanů obce starších 15 let mělo vzdělání 45,6% střední vč. vyučení (bez maturity). Počet vysokoškoláků dosahoval 2,8% a bez vzdělání bylo naopak 1,1% obyvatel. Z cenzu dále vyplývá, že ve městě žilo 197 ekonomicky aktivních občanů. Celkem 87,3% z nich se řadilo mezi zaměstnané, z nichž 68% patřilo mezi zaměstnance, 3% k zaměstnavatelům a zbytek pracoval na vlastní účet. Oproti tomu celých 50,5% občanů nebylo ekonomicky aktivní (to jsou například nepracující důchodci či žáci, studenti nebo učni) a zbytek svou ekonomickou aktivitu uvést nechtěl. Úhrnem 217 obyvatel obce (což je 51,4%), se hlásilo k české národnosti. Dále 83 obyvatel bylo Moravanů a 1 Slováků. Celých 112 obyvatel obce však svou národnost neuvedlo.

### Struktura
Vývoj počtu obyvatel za celou obec i za jeho jednotlivé části uvádí tabulka níže, ve které se zobrazuje i příslušnost jednotlivých částí k obci či následné odtržení.
| Místní části   | Místní části  | 1869 | 1880 | 1890 | 1900 | 1910 | 1921 | 1930 | 1950 | 1961 | 1970 | 1980 | 1991 | 2001 | 2011 |
| -------------- | ------------- | ---- | ---- | ---- | ---- | ---- | ---- | ---- | ---- | ---- | ---- | ---- | ---- | ---- | ---- |
| Počet obyvatel | část Milovice | 457  | 523  | 575  | 638  | 690  | 687  | 597  | 425  | 449  | 457  | 461  | 451  | 462  | 422  |
| Počet domů     | část Milovice | 87   | 93   | 98   | 112  | 126  | 137  | 151  | 107  | 98   | 102  | 119  | 131  | 149  | 168  |

### Náboženský život
Obec je sídlem římskokatolické farnosti Milovice u Mikulova. Ta je součástí mikulovského děkanství brněnské diecéze v moravské provincii. Při censu prováděném v roce 2011 se 64 obyvatel obce (15%) označilo za věřící. Z tohoto počtu se 39 hlásilo k církvi či náboženské obci, a sice 29 obyvatel k římskokatolické církvi (7% ze všech obyvatel obce). Úhrnem 143 obyvatel se označilo bez náboženské víry a 215 lidí odmítlo na otázku své náboženské víry odpovědět.

## Pamětihodnosti
- Kostel svatého Osvalda na návsi je jednolodní stavba z konce 15. století, barokně rozšířená zřejmě roku 1742.
- Pozdně renesanční hřbitovní brána z konce 17. století.
- Barokní výklenková kaplička se sochou svatého Jana Nepomuckého na návsi.
- Zděná boží muka z konce 17. století.